# Hasenburg (Butjadingen)
Die Hasenburg ist eine abgegangene Burg in der Gemeinde Butjadingen im Landkreis Wesermarsch in Niedersachsen. 

## Aufbau
Die Stätte der Burg ist ein annähernd rundes Podest, das einen Durchmesser von etwa 75 m hat. Das Podest hebt sich 1,5 m von der Umgebung ab.

## Geschichte
Über die Hasenburg sind keine historischen Quellen bekannt.

## Archäologie
Die einzigen archäologischen Erkenntnisse über die Hasenburg stammen aus zwei Begehungen in den Jahren 2008 und 2011. Im Jahr 2008 wurden bei der Reinigung von Gräben drei Kanonenkugeln aus Eisen gefunden, die einen Durchmesser von 6,2, 6,8 und 7,8 cm hatten. Im Jahr 2011 wurden Keramikscherben gefunden, die als harte Grauware des Spätmittelalters und gelbe harte Irdenware bestimmt wurde. Außerdem fand man Lehm mit Flechtwerkabdrücken, ein Wetzsteinfragment und ein Fragment eines Besteckgriffes aus Metall. 2024 werden Ausgrabungen durch das Niedersächsische Institut für historische Küstenforschung durchgeführt.